# Schizofrenia paranoidalna
Schizofrenia paranoidalna – typ schizofrenii, w przebiegu której dominującymi objawami choroby są objawy pozytywne (urojenia oraz halucynacje); objawy negatywne, katatoniczne oraz zaburzenia myślenia nie są zbyt wyraźne lub w ogóle nie występują.
Urojenia w tym typie schizofrenii często mają charakter paranoidalny; halucynacjami, które w szczególności pojawiają się w obrazie klinicznym, są omamy słuchowe; nie występują zaburzenia afektu, woli i mowy lub pozostają one niezbyt widoczne.
Urojeniami, jakie mogą pojawić się w tym typie schizofrenii, są urojenia wielkościowe, jednak częściej występują prześladowcze, odnoszące, odsłonięcia, nasyłania i wykradania myśli.
Rokowanie jest przeważnie lepsze niż w przypadku innych typów schizofrenii, a zachorowanie pojawia się z reguły w wieku późniejszym.